# Посёлок имени Горького (Магаданская область)
Посёлок имени Горького — опустевший посёлок в Ягоднинском районе Магаданской области.

## География
Посёлок находится около реки Малый Ат-Юрях, его притоках — ручьях, самый крупный из которых — Грустный.
Расстояние до центра городского округа Ягодное — 46 км.
Расстояние до областного центра Магадан — 569 км.
Гидрографическая сеть
Промзона (добыча золота) включала долину р. Малый Ат-Юрях с юго-запада на северо-восток с левыми притоками: ручьи Шумный, Буйный, Снежный, Березовый; правыми притоками — ручьи Грустный, Федоровский, Серебристый…
Уличная сеть ул. Горького
ул. Центральная

## Население
| 1991 | 1994 | 2002 | 2010 | 2021 |
| ---- | ---- | ---- | ---- | ---- |
| 1000 | ↘750 | ↘69  | ↘0   | →0   |

## История
В 1940 год возник прииск имени М. Горького, входивший в систему Северного горнопромышленного управления.
Его центральная усадьба — одноимённый посёлок — расположился на автотрассе Ягодный — Туманный неподалеку от слияния рек Большой и Малый Ат-Юрях.